# 7953 Kawaguchi
7953 Kawaguchi è un asteroide della fascia principale. Scoperto nel 1993, presenta un'orbita caratterizzata da un semiasse maggiore pari a 2,3815960 UA e da un'eccentricità di 0,1895660, inclinata di 3,60664° rispetto all'eclittica.